# Yogyakarta

Yogyakarta ( dʒ ɒ ɡ j ə k ɑːr t ə, ˌ j ɒ ɡ - / ; i Jogjakarta ili Jogja ; javanski : ꦔꦪꦺꦴꦒꦾꦏꦂꦠ, Ngayogyakarta ) je glavni grad Posebne oblasti Yogyakarta u Indoneziji, na otoku Javi. Kao jedini indonezijski kraljevski grad kojim još uvijek vlada jedina službeno priznata monarhija unutar Indonezije. Yogyakarta se smatra važnim središtem klasične javanske likovne umjetnosti i kulture, kao što su balet, batik tekstil, drama, književnost, glazba, poezija, srebrnarstvo, vizualne umjetnosti i Wayang lutkarstva.

Poznat kao centar indonezijskog obrazovanja, Yogyakarta je postao dom brojnoj studentskoj populaciji koja pohađa nastavu u desecima škola i sveučilišta, uključujući sveučilište Gadjah Iako, zacijelo najveći te jedan od najprestižnijih instituta visokog obrazovanja u zemlji.

## Etimologija toponima
Yogyakarta je dobila ime po indijskom gradu Ayodhya, rodnom mjestu heroja Rame iz epa o Ramajani.
Od sanskrtskog अयोध्या (ayodhyā, „Ayodhya“, doslovno „neosvojiva citadela“) + कृत (kṛta, „gotovo, ostvareno“) do javanskog ꦔꦪꦺꦴꦒꦾꦏꦂꦠ (ngayogyakarta). Yogya znači "prikladan; sposoban; podesan", a karta znači "uspješan; napredan". Dakle, značenje toponima Yogyakarta je "grad koji je sposoban za napredak".
U prepisci iz kolonijalnog perioda, grad se često pisao javanskim pismom kao ꦔꦪꦺꦴꦒꦾꦏꦂꦠ, a čitao se kao <ŋɑːjɒɡjəˈkɑːrtə> s dodanim prefiksom <nga->. U tadašnjem pravopisu vlastito se ime pisalo latinskom abecedom kao "Jogjakarta". Kako se pravopis indonezijskog jezika mijenjao, tako se suglasnik < j > počeo pisati kao < y >, a suglasnik < dʒ > kao < j >. Međutim, prema suvremenoj indonezijskoj ortografiji osobna i zemljopisna imena smiju se pisati prema izvornom pravopisu. Dakle, ime grada se nastavilo pisati u obliku "Yogyakarta", što odgovara izvornom izgovoru i pravopisu javanskog jezika, ali i "Jogjakarta", što odgovara starom nizozemskom pravopisu i odražava danas popularni izgovor, ali se znatno razlikuje od izvorne Ayodhya etimologije. U suvremenim dokumentima nailazimo na oba imena: "Yogyakarta" kao i "Jogjakarta".

## Kratka povijest
Prvi pisani tragovi u kojima se spominje Yogyakarta su nađeni u zapisu Canggal iz 732. godine. To je područje bilo tradicionalno poznato kao Mataram a postalo je glavnim gradom kraljevstva Medang i identificira se kao Mdang i Bhumi Mataram koje je uspostavio kralj Sanjaya od Matarama.
Yogyakarta je glavni grad povjesnog Yogyakarta Sultanata, odnosno moderne Posebne oblasti Yogyakarta (Daerah Istimewa Yogyakarta).  U periodu od 1946. do 1948. godine, za vrijeme Indonezijskog rata za neovisnost služio je kao glavni grad Indonezije, i u njemu je bila smještena predsjednička palača Gedung Agung. Kotagede, jedan od okruga na jugoistoku Yogyakarte, bio je glavni grad Mataram Sultanata između 1587. i 1613. godine.

## Stanovništvo
Velika većina stanovništva su Javanci. Međutim, kao grad s velikim brojem škola i sveučilišta i relativno niskim životnim troškovima u usporedbi s drugim indonezijskim gradovima, Yogyakarta je privukao značajan broj studenata iz cijele Indonezije. Kao rezultat toga, u Yogyakarti žive mnoge druge indonezijske etničke skupine, posebno one iz istočnih dijelova Indonezije.
Prema popisu stanovništva iz 2017. godine u Yogyakartai je bilo 422 732 stanovnika, dok je u izgrađenom području metropole živjelo 4 010 436 stanovnika, što uključuje grad Magelang i 65 okruga koji se prostiru u regenstvima Sleman, Klaten, Bantul i Kulon Progo. Prema HDI indeksu (Human Development Index - ljudski razvojni indeks; izražava se u rasponu od 0,001 pa do 1,0) Yogyakarta ima indeks od 0,837, te je jedan od najviših u Indoneziji, na osnovu čega se smatra razvijenim gradom. 

## Religija
U Yogyakartai su zastupljene sljedeće religije:	
- Islam 83.22%
- Kršćanstvo 15.65%
- Budizam 0.29%
- Hinduizam 0.20%
- Konfucijanizam 0.02%
- Ostali 0.01%

## Gradovi prijatelji
Yogyakarta ima ugovore o prijateljstvu sa sljedećim gradovima:
| - Baalbek, Libanon - Bangar, Brunei Darussalam - Sjeverna provincija Gyeongsang, Južna Koreja - Le Mont-Dore, Francuska - Kyōto (prefektura), Japan |